# Улыбино (Новосибирская область)
Улыбино — село в Искитимском районе Новосибирской области. Административный центр Улыбинского сельсовета.

## География
Площадь села — 165 гектаров.

## История
Основано до 1750-х годов. Согласно Списку населённых мест Томской губернии за 1911 год, значилась как деревня Бердской волости Барнаульского уезда и находилась на берегу реки Мильтюш, насчитывалось 175 дворов, мужского населения 405 душ, женского — 421 человек. В деревне имелся хлебозапасный магазин, 2 торговые лавки.

## Население
| 2002 | 2007  | 2010  |
| ---- | ----- | ----- |
| 1607 | ↗1848 | ↘1500 |

## Улицы
| - ул. Береговая, - пер. Береговой, - ул. Весниных, - пер. Весниных, - ул. Восточная, | - ул. Гагарина, - пер. Гагарина, - ул. Заречная, - ул. Киевская, - ул. Ленина, | - пер. Ленина, - ул. Лесная, - ул. Мира, - ул. Молодёжная, - ул. Первомайская, | - пер. Первомайский, - ул. Советская, - ул. Строителей, - ул. Фабричная, - ул. Школьная. |

## Инфраструктура
В селе по данным на 2007 год функционируют 1 учреждение здравоохранения и 2 учреждения образования.